# 莲座玉凤花
莲座玉凤花（学名：Habenaria plurifoliata）为兰科玉凤花属下的一个种。

## 扩展阅读
- 維基物種上的相關：莲座玉凤花